# アフターコロニーの艦船及びその他の兵器
アフターコロニーの艦船及びその他の兵器（アフターコロニーのかんせんおよびそのたのへいき）は、1995年放送のテレビアニメ『新機動戦記ガンダムW』をはじめとするアフターコロニーの作品に登場する艦船およびそのほかの兵器を記述する。

## コロニー側反連合

### 宇宙高速戦闘艦
ピースミリオン所属時のゼクスが主に使用する戦闘艦。全長約300メートルで、艦内の大半は推進機関と推進剤で占められ、MS1機の搭載能力と、射出用の電磁カタパルトを備える。武装は艦上面の対MS用3連ビーム砲2基、艦首下部の大口径のビーム・キャノン。また、一説によると艦尾に配置された計6基のスラスターによって発揮される、あまりの加速性能や着艦時の急減速は、乗組員が気絶するほどであるため、居住性や運用性は一般的な輸送艇より悪い。

### クレーン船
ハワードが所有する民間用の大型サルベージ船。細長い船体に複数の大型クレーンを搭載している何の変哲もない外観だが、内部にはハワードの大規模な改修によってMSの整備と補給が可能なスペースが広がっており、そのため航行能力にはやや劣るものの、優れた移動ドック艦として機能する。「オペレーション・メテオ」で地球に降下して間もなかった頃のデュオ・マックスウェルは、ハワードの支援の下で本船を当分の活動拠点として利用。海中に沈んだウイングガンダムとガンダムデスサイズのサルベージと修復も本船で行われた。

### 大気圏突入機
「オペレーション・メテオ」開始の際に、L1からL5の各コロニーから地球へ向けて発進したヴィークル。5機のガンダムを流星に偽装して地球に降下させる目的で、各機のガンダムパイロットによって地球降下に用いられた。

#### 大気圏突入シャトル
ヒイロ・ユイとウイングガンダムが乗り込んだ大気圏突入機。ウイングユニットを垂直に立てたバード形態のウイングガンダムを半露天状態で搭載して運用され、機種を展開してのバスターライフル発射も可能。オペレーション・メテオ開始の際にL1コロニーから発進したが、地球の衛星軌道上に差し掛かった際に、同軌道上を偶然飛行していたゼクス・マーキスらのスーパーソニックトランスポーターに遭遇。その直後にヒイロのタッチパネル操作により、ウイングガンダムから分解する形で切り離された。

#### 大気圏突入カプセル
ヒイロ以外の4人のガンダムパイロットが各々の愛機と乗り込んだ大気圏突入機。4機とも異なる形状で、大気圏突入後にリバースノズルを露出して逆噴射し、減速する。各機ともオペレーション・メテオ開始の際に、ガンダムパイロットたちの出身コロニーから地球に向けて発進すると、ヒイロの大気圏突入シャトルと異なり、妨害などのアクシデントに遭うことなく地球への降下を成功させた。そのため、4機とも登場場面は第1話冒頭のワンシーンのみである。

### 脱出用スペースランチ
ピースミリオンに搭載されていた、大型エンジン搭載の小型宇宙艇。リーブラに特攻・激突して地球への落下軌道に入ったピースミリオンから、ハワードたちが脱出する際に使用した。

### ピースミリオン
ピースミリオン級宇宙戦艦のネームシップ。初登場はTVシリーズ第33話。
白い扇のような上部構造と細長い下部構造が特徴で、全長約3000メートル、全高約1000メートルに達する超大型宇宙船。A.C.182年代中期頃、連合宇宙軍のミリオン・リデルハート将軍が建造を計画し、マイク・ハワードとプロフェッサーGにより開発され、A.C.192に完成した。
装甲にはある程度の耐ビームコーティングが施されており、全長以上に長い艦体全幅に刻まれたスリット内には、姿勢制御スラスターが内蔵され、艦尾中央に巨大な艦体を動かせるほどの推進力を生み出す大型ノズルを、両翼先端にもスラスターをそれぞれスクラム配置しており、艦首下部にはMS発進口や他の艦に比べて小規模なメインブリッジと戦闘ブリッジが設けられている。艦内にはMS用のメンテナンス・ベッドを備えた格納庫と機体改修用設備、乗組員たちの広い個室やチェス盤が置かれた娯楽室、軽食を取れる休憩室などの居住区までが完備されており、このことからMS及び戦闘艦などの艦載機を駐機するための高い駐機能力を有し、乗組員の長期航海とプライベートまで配慮した艦体仕様となっている。
本艦の機能については未だ不明な部分も多いが、艦体の制御系は高度に自動化されているため、航行は限られた人数でも可能であり、火力よりも推進力に拘った設計から、太陽系外/外宇宙にまで航行可能と言われている。また、艦体にはプロフェッサーGが開発した強力な光学ステルス機能を備え、展開中はガンダムですらこの巨体を至近距離まで捕捉できなくなる。同じくプロフェッサーGが開発したガンダムデスサイズヘルと同様の光学的迷彩機能も持つため、捕捉時は突如闇の中から巨艦が出現するような印象を受ける。艦首から左右に伸びるスリット状の部分に戦闘ブリッジから制御する大小多数のビーム砲を装備し、広範囲に火線を分散できるほどの射角を有しているが、艦自体の戦闘能力はあまり高くなく、戦力は艦載機に大きく依存している。
完成後は長期間月の裏側に秘匿されていたが、宇宙に上がったハワードが起動させ、サンクキングダムの親善大使を自称して活動を始めたゼクスを支援する座乗艦として利用された。のちにゼクスが「ホワイトファング（WF）」の指導者に就くと、ガンダムパイロットたちが集結して結成された「G」チームの母艦として機能するようになった。「EVE WARS」ではWFを当面の敵とし、戦闘に参加。最後は地球へ落下しようとするリーブラに特攻・激突し、その軌道を変更させることに成功する。

## 地球圏統一連合軍

### 宇宙機雷
主に地球圏統一連合軍が宇宙コロニーの制圧・支配に使用した無人兵器。直径0.75メートル・高さ2メートルの円筒に大小ロケットノズルが計6基配された形状をしている。
特定宙域に数百 - 数千基単位で静止的に設置され、敵性目標が有効圏内に侵入すると付属のロケットエンジンで対象に向かって自走し衝突。運動エネルギーと爆発により対象を破壊する。コロニーや航路の封鎖のほか、宇宙要塞の防御などにも用いられた。また、連合衰退後はOZも使用する。
地球圏統一連合は全宇宙コロニーを武力制圧した後、コロニー同士やコロニーと地球間の往来を厳しく制限し、主要コロニーの周辺や重要航路に、監視衛星や通信妨害装置などと共にこの宇宙機雷を大量に設置した。その効果は絶大であり、ガンダムを開発した5人の科学者たちですら各コロニーにいる互いの動向を知ることができなくなっていた。この兵器の存在により、地球圏統一連合は長きにわたってコロニーの支配権を保持した。
対象を感知・追尾・衝突するだけの極めて単純な無人兵器である。だが、比較的高速で非直線的に運動し、かつ一目標に対し大量の機雷が同時に追尾を開始するため、艦船より機動に優れるMSですら回避困難な代物であった。これを回避や撃墜が可能なレベルのパイロットにも一定量の消耗を強いることができるため、有人機に対し安定して有効な兵器と言え、劇中でもヒイロ・ユイの「MDよりも宇宙機雷の方が手を焼く」という言がある。
その単純さゆえに同じ無人兵器のMDに対しては効果が低く、劇中ではトーラス（MD）がわずか2機で数十基の宇宙機雷を回避運動すらせずに撃墜する。MSパイロットの採用試験や新型MSの性能試験では、模擬目標としても使用される。

### ジープ
4輪タイプと6輪タイプの2種がある、一般用の不整地用車輌と同等のビークル。将兵の移動や、ごく小規模の物資輸送に使用される。

### 対深海用魚雷
南JAP地区の連合海軍基地に配備された魚雷。ヒイロが本施設付近の海底に沈んだウイングガンダムの破壊のために3発分奪取し、発射準備をしたが、その途中で事情を知らないリリーナ・ドーリアンとデュオ・マックスウェルの妨害を受けた。それでもウイングガンダムに向けて発射・命中させることには成功。なお、ヒイロはこの魚雷が3発の同時使用でガンダムを破壊できると計算していたが、結局はウイングガンダムは破壊できずに終わる。

### 大陸間弾道弾
ニューエドワーズ基地の一角にある地下格納庫に47基分林立する形で配備されていた全長50メートル級の大型ミサイル群。核弾頭を搭載した三段式の旧型ミサイルであり、OZの「オペレーション・デイブレイク」時にレディ・アンが、このミサイル群の自爆装置を起動させてガンダム5機とそのパイロットたちを基地施設ごと始末しようとしたが、サリィの情報提供とヒイロの活躍で阻止される。

### 多連装ロケット車輌
MLRSタイプのロケットランチャーを備える装軌車両。元は連合軍のものと思われるが、OZと手を組む軍事独裁国家ブント共和国の政府軍が運用しており、MSに比べて火力不足で、シェンロンガンダムに多数が撃破された。OZの内戦でも使用され、サンクキングダムも保有していた。

### ノベンタ砲
連合軍最高司令ノベンタ元帥の名を冠する多弾式巨大要塞砲。モガディジオ要塞の最上部に設置され、要塞のジェネレーターと直結することでMSの武装以上の大出力ビームを撃つことや、マルチロックによる砲撃や、標的の直前で爆散し、無数の小弾頭を浴びせる特殊弾頭の「HP弾」も発射できる。対空攻撃で特に威力を発揮し、防御の要となるほど地上配備の固定砲台としては最大級のものであり、エアリーズを含めたあらゆる航空機の大部隊を無力とする事が可能。オペレーション・デイブレイク時に、モガディジオ要塞の攻略に現れたトールギスに向かって砲撃したが、相手を撃墜できず、逆にトールギスのドーバーガンの一撃で破壊された。

### ビーム砲台
サンクキングダム基地に多数配備された対空ビーム砲塔。普段は格納されており、使用時にのみ展開される。現地の駐留部隊が独自に設置したもののようで、軍本部のデータには存在しなかった。

### 飛行船
コルシカ基地司令ボナーパが指令室として運用する旧式飛行船。大型かつ防御力が皆無であり、何ら戦力とならなかったが、スペシャルズの献身的な援護により戦場からの離脱には成功している。

### 連合軍軍艦
連合軍の主力を担う艦艇。MS搭載能力を持たない2000t級の駆逐艦、揚子江付近の軍に配備された7000 - 8000t級の巡洋艦や、南JAP地区に配備されているパイシーズの母艦として運用された30000t級の小型航空母艦などが確認されるが、活躍らしい活躍はなく多くが轟沈している。

### 連合軍攻撃ヘリ
連合軍やブント共和国政府軍で運用された攻撃ヘリ。ロケット弾ポッドやミサイルを装備する重装甲の機体である。

### 連合軍主力戦車
連合軍に配備されたMBT。武装はMS用対実体弾式ライフルと同クラスの大口径砲1門と、高い仰角をとれる副砲のガトリング砲1門で、レーダーも搭載している。主に基地防衛戦力としてリーオーやトラゴスと共に運用されたが、ガンダムの襲撃により多くが撃破されている。

### 連合軍主力戦闘機
連合軍の空中戦力の中核を担う戦闘機。ハッチ類にステルス性を意識した設計が見られるも、あくまで補助的のものである。双発式ジェット機で、通常のミサイルの他にエアリーズ用ミサイルポッドも搭載可能なほど重武装だが、ガンダムの襲撃やオペレーション・デイブレイク時にはMSに対抗できず、多数が撃墜された。

### 連合軍スペースシャトル/スペースプレーン
連合軍の高級軍人たちが移動用に使用する宇宙船。ノベンタ専用機も存在し、ドーリアンやリリーナも使用していることから、軍専用機というわけではない。

### 輸送ヘリコプター
ブント共和国政府軍が運用しており、元は連合軍のものと思われるシングルローター式ヘリコプター。MS1機をワイヤー懸架で輸送することができ、戦闘指揮機としても運用可能。

### サジタリウス、ケンタウルス
『新機動戦記ガンダムW Frozen Teardrop』に登場する艦艇。

## OZ（旧スペシャルズ）/ OZプライズ

### 宇宙高速戦闘指揮艦
OZ宇宙軍基地で建造された指揮官専用の宇宙艦船。推定100メートル級。戦場後方でのMS及びモビルドール（MD）の指揮に特化しており高機動の反面、武装とブリッジの窓は無く、カメラやレーダーで外部情報を得る。艦体に4つのコンテナブロックを有し、物資やMSの運搬が可能。

### 宇宙要塞バルジ
OZ宇宙軍の宇宙移動要塞。初登場はTVシリーズ第10話。主な要塞司令官はレディ・アン、ツバロフ・ビルモンなど。デルマイユ・カタロニアも司令官として着任する予定だった。
構造は厚みのある円盤型の人工重力ブロックと、中心軸を同じにするそれより直径の短い円柱状のロケット・エンジン、さらに重力ブロック前面の中央を横切って細い矩形の非回転部分、回転軸中心に宇宙港と格納庫が存在する。当要塞とOZ宇宙軍の司令部を兼ねたブリッジや、MSとMDなどの兵器工廠、軍事セクション、自給自足用の農業プラントなども有している。
武装は軍事セクション両端には超大口径の「バルジ砲（バルジビーム砲）」が各1門ずつ（計2門）配されているほか、外壁に280ミリ3連装砲塔と2連装機銃を備える。バルジ砲は砲身の角度が固定されているため、要塞自体を回頭させて照準を合わせる必要があるほど運用には難点があるが、砲口から発射される大出力ビームは、長距離から一撃でコロニーの動力部を破壊することが可能なほど高性能である。
当要塞はOZ技師長セイス・クラークによって設計されると、A.C.174にL1及びL2コロニー群宙域で建造開始され、A.C.182の10月26日に完成。同日の完成セレモニーの際に、反連合勢力の攻撃を受けるも、スペシャルズとバルジ砲の反撃で撃退した。長らく連合宇宙軍の宇宙要塞として運用されていたが、オペレーション・デイブレイクによってOZ宇宙軍の移動拠点となった。以降は、レディ・アンがコロニー懐柔の拠点として利用したほか、シェンロンガンダムの強襲時にはバルジ砲とトーラス（MD）部隊によって相手を中破させて撤退へと追い込み、その後日には連合残存軍が立て篭もるコロニーD120へのバルジ砲発射までも実施した。しかし、OZがトレーズ派と財団派に分裂して内戦が始まると、月に接近して月面基地へのMD部隊投入を行い、レディ・アンと明確に対立して彼女を負傷させたツバロフが指揮を任されることになった。

#### 宇宙要塞バルジ改
WFのアルテミス・レヴォリューションで月面基地と建造中の宇宙戦艦リーブラを占拠されたOZ宇宙軍によって大規模改修された宇宙要塞バルジ。
最大の特徴は、改修前に宇宙港があった要塞正面・回転軸中心からバルジ本体全長の半分の長さにもおよぶ長大な構造物を砲身とし、動力に当要塞のジェネレーターを直結して使用する巨大要塞砲が主砲として増設され、当要塞ではこの主砲が「バルジ砲」と呼称されるようになる。チャージに時間は要するものの、最大出力で砲撃されるビームは威力、射程ともに旧バルジ砲をはるかに上回り、遠く離れた艦隊やコロニーをもまとめて消滅させるほどの威力を持つ。連射も可能だが、その場合の出力は最大出力時の10分の1程度となる。また、改修前のビーム砲も引き続き装備している。
搭載機は改装前と同様だが、プラネイトディフェンサーによる高い対ビーム防御力を持つWFのビルゴIIに対抗するため、急遽トーラス用レーザーガンが用意される。WFとの戦いでは、バルジ砲のチャージ時間を稼ぐため、MS同士の戦闘に先んじて宇宙機雷による防衛線を敷き、駐留MD部隊とバルジ砲によって一度はセディッチらWF側のMD部隊を殲滅させた。だがバルジ砲の第2射直前に、肉薄してきたゼクスが搭乗するガンダムエピオンにより、当要塞は一刀両断され、大爆発とともに消滅する。

### HLV
大規模輸送能力を持つ大気圏往還機。その呼び名は、「Heavy-lift Launch Vehicle」の略であり、機体は推進力を持たない卵型に近い円錐形カプセルと、切り離しブースターで構成される。TVシリーズ第17話で、シンガポール宇宙基地を襲撃したデュオや五飛が、それぞれ奪取した本機へ各々のガンダムと共に搭乗し、地球離脱を果たした。TVシリーズ第19話でデュオとガンダムデスサイズが搭乗した機体は、ラグランジュ・ポイントの宙域に迷い込んだことでOZのMS部隊の調査を受けた際に、デスサイズの攻撃で破壊された。

### 艦隊指揮艦
トレーズ専用の指揮用艦艇。全長200メートル、全幅30メートル。その外見は豪華客船で、その意匠に見合う客室や巨大プールを有し、武装は確認できない一方でMSを搭載でき、またシェンロンガンダムの攻撃を受けても沈没しない堅牢さを有する。
オペレーション・デイブレイク時にOZ艦隊の中核として太平洋上を航行するが、トロワと共にOZ艦隊を襲撃した五飛に艦内へ侵入され、待ち構えていたトレーズとの生身による一騎討ちの場となった。

### グランシャリオ
漫画『新機動戦記ガンダムW デュアルストーリー G-UNIT』に登場。OZプライズが資源衛星MO-Vを攻撃する際の拠点とする宇宙戦艦。MSを多数搭載し、改造も船内で可能である上、グランノヴァ砲を初めとした多くの火力兵器を有する。最終決戦でドクター・ペルゲが戦死した直後、ペルゲが生前組み込んでおいた自動操縦プログラムが起動。乗組員は自動防衛システムの餌食になる前に全員が退艦。無人となったグランシャリオはプログラムどおり、地球に進行しながら、進路上のコロニーを破壊し、最終的には地球に落下して大爆発を起こし、地球に壊滅的な被害を与えようとする。MO-Vにせまる直前、G-UNIT最終型のハイパーメガ粒子ランチャーの一撃を受けて撃沈される。
名前の由来は、フランス語で「北斗七星」を意味する。

### 軍用装甲車
6輪式のAFV。戦闘指揮車や通信車を想起させるアンテナが車体後部に備わっている。OZトレーズ派とOZ財団派の内戦で運用されている。

### 軍用有線ミサイル車
8連装有線ミサイル発射器を搭載した6輪式AFV。

### スーパーソニックトランスポーター
OZが配備した軍用大気圏高速往還機。藍色の船体にMSを3機搭載できるほか、武装として3連装ビーム砲1門、2連装レーザー砲1基を有する。コックピットレイアウトは4発ジェット輸送機と同じである。なお、名称についてはこの船固有のものではなく、OZ及び地球圏統一連合が保有するスペースシャトルの総称であるとも言われている。
TVシリーズ第1話からOZに属していた頃のゼクスが多く使用しており、オペレーション・メテオで地球に降下中のウイングガンダムとヒイロが初めて遭遇した機体でもある。

### 潜水MS母艦
キャンサーやパイシーズなどの水中用MS用の潜水母艦。双胴型で艦前部に発進用ハッチを2つ備える。艦中央の艦首部分に魚雷発射管らしき開口部があるが、武装の有無は不明。基本的にはOZ所有の艦だが、連合軍も所有している。また、艦中央上部にヘリポートを有しており、リーオーやエアリーズの着艦も可能で、最大6機のMSを搭載できる。

### 装甲車（兵員輸送車）
ハーフトラック式の兵員輸送車。車体上部の砲塔に自衛用の機銃を備えている。OZの内戦での運用が確認されている。

### 双胴型戦闘MS母艦
旧式の空母で、全部で戦闘機発艦用のカタパルトを4基、飛行甲板と左右側面に着艦用甲板を備える。武装は多数の砲塔とミサイル発射管を持つ。改造により、航空機だけでなく飛行型、陸戦用双方のMSを多数搭載できる能力を有しており、海上における拠点として運用される。
TVシリーズ劇中では、ウイングガンダム捜索の母艦として活躍した他、無数のビルゴを搭載しサンクキングダム攻撃の拠点として運用された。

### 大気圏突入艦
ビルゴやMSの輸送に用いられる、機体搭載数約10機のOZの再突入輸送船。大気圏突入時には、艦の前面に設置されたリバースノズルを地表側に向けてバリュートを展開しつつ降下する。大気圏外から大量のMSを一気に目標へ投入することが可能。オペレーション・ノヴァで大量に投入され作戦を成功に導いた。
また、『Endless Waltz』ではマリーメイア軍が大部隊規模で運用し、MS「サーペント」を搭載してブリュッセルに降下させた。

### 対空ミサイル
レイク・ビクトリア基地に多数配備された対空迎撃ミサイル。TVシリーズ第13話で、ゼクスがレイク・ビクトリア基地でトールギスの操縦テストを行なった際に、トールギスに向けて多数発射されたが、全て回避・撃墜された。

### ツバロフ専用シャトル
大きな機首と左右の後部に広がった2基のエンジンが特徴のツバロフ専用往還機。月を中心とした移動に使用され、ツバロフは本機に搭乗中にシェンロンガンダムと遭遇した。

### 偵察機
複座の偵察機。ステルス能力を盛り込んでおり、長い尾部に監視システムも搭載されていると思われる。TVシリーズ第4話で、揚子江河口基地で初陣を飾るシェンロンガンダムを撮影したが、2機が撃墜された。

### トーラス・クルーザー
可変MSのトーラス用に開発された宇宙高速輸送艇。別名は「トーラス・キャリアー」。初登場はTVシリーズ第34話。
外観はキノコや傘に似ており、傘の柄にあたる柱状部に巡航形態のトーラスが1機 - 3機、各120°の向かい合わせでコクピット側で係留される。その状態で戦闘宙域まで到達すると、トーラスを離脱させ、本船は回収もしくは放棄される。トーラスのコクピットと本機は気密的に接続されるので、パイロットはアストロスーツを着用せずに行き来が可能となっている。基本的には非武装だが、搭載しているトーラスのビームライフルやビームキャノン（トーラスカノン）を輸送状態のまま使用できる。トーラスの展開後は後方に下がるが、トーラス（MD）やMS部隊全体の作戦指揮もしばしばここから行われる。巡航速度、機動性は輸送機としては高い方だが、MSにはおよばない。前面（傘部分）の装甲は堅固で、それなりの被弾や大気圏突入にも耐え得る。
本船の登場によって、トーラスの戦場到達までに消耗を抑え機体自体のプロペラントに役立った。 L5コロニー群に潜伏中のアルトロンガンダムや、トールギスでゲリラ活動を行うゼクスの討伐作戦などに多数が投入されるが、WF蜂起後は同組織にほかの兵器とともに接収される。

### 特殊輸送艦
ヴァイエイトとメリクリウス専用の小型宇宙輸送艦。MS用ベッドに推進機を取り付けたような形状で、艦の上部及び下部に1機ずつMSを搭載し、後部カーゴルームにMS用武装を搭載する。MS発進時にはステップボードが90度回転し、直立状態にする。

### ドック型輸送揚陸艦
4基の大型クレーンを擁するサルベージタイプの揚陸艦で、艦の前半内部にMSを回収・搭載できる設備が整っており、上陸作戦時には艦首の扉を解放して兵器を降ろす。主にゼクスがトールギスを輸送するために用いた。

### トレーズ専用大型シャトル
トレーズ専用の往還機。オペレーション・デイブレイク発動前後に、ニューエドワーズ基地に駐機していた。

### 物資輸送用シャトル
水滴形シャトルと専用の打ち上げ用ブースターで構成される輸送用シャトル。打ち上げ後、本機はブースターを切り離して、宇宙空間を自力航行する。TVシリーズ第41話で、ヒイロとウイングゼロが制圧したOZの施設に登場し、彼らとそこに駆け付けたサリィ、そして彼女たちが運搬してきたガンダムベビーアームズも乗せ、離陸した。続くTVシリーズ第42話では、WFの追撃からの逃走中に発見した五飛とアルトロンガンダムも収容し、ピースミリオンに向かった。

### マンモス・エキスプレス
OZの巨大輸送列車。走行には軌条を2つ必要とする。トーラス輸送作戦において、ガンダムをおびき出す陸路側の囮として内部に大量のリーオーを満載して運用された。

### ミサイル衛星
元連合軍保有の軍事衛星。2基の8連ミサイル発射器を備えるタイプと、4基の2連ミサイル発射器を搭載するタイプの2種が存在する。コロニーを射程に収めており、A.C.145のサンクキングダム戦時には、攻撃衛星搭載の核弾頭が発射されかけたとも言われている。オペレーション・デイブレイク後にOZが占拠した。

### ミサイル装甲車
2連ミサイル発射器を2基備えている6輪式AFV。本車輌と軍用有線ミサイル車もOZの内戦やサンクキングダム紛争で使用されたが、MSには対抗できなかった。

### MSキャリアー
MS用メンテナンス・ベッドとキャタピラを組み合わせたMS運搬用キャリアー。移動能力は低いため基地施設内で使用され、TVシリーズ第4話においてレイク・ビクトリア基地でトーラス移送に用いられた。

### 4発ジェット輸送機
各地の軍事基地に配備されている大型輸送機。主翼上面に4基の推進器が設置されており、STOL機としての能力を発揮すると共に、MSを3機以上搭載でき、MSを空輸するだけでなく空中から投下させることも可能。OZの機動力を支える一方で、ガンダムパイロットに強奪され彼らの足としても多く利用された。

### リーオー用宇宙母艦
OZと連合宇宙軍が共用する宇宙艦艇。2基の大型ロケットエンジンによる高速性を有し、胴体部は12のコンテナブロックに分かれ、それぞれにMS1機を搭載する。各コンテナハッチを一斉に開くことでMSの一斉発進も可能。

### レディ・アン専用シャトル
全翼機と一般的航空機の中庸的デザイン、そして白い優美な機体色が特徴の往還機。OZがコロニー懐柔策に乗り出した際に、組織の特使として宇宙へ派遣されたレディ・アンがコロニー間の移動に使用した。

このほかにもOZでは、偵察・連絡用の軍用バイクや、高級士官用のリムジンなども運用している。

## ホワイトファング

### リーブラ
TVシリーズの後半から登場した巨大宇宙戦艦。名称の由来は黄道十二星座のひとつ天秤座のラテン語。
全長3500メートル、全高1500メートルで、ピースミリオンを上回る巨体を持ち、構造はほぼ正八面体型のメイン・ブロックと、その同一平面状の4頂点に菱形のエンジン・ブロック4つを水平に組み合わせた形がベースとなっており、宇宙戦艦とは言い難いその姿は要塞に近い。メイン・ブロック上部のピラミッド型部分に部隊指揮を司る艦橋が配され、ほかにも非戦闘時の士官やMSパイロットが休息するメゾネットタイプのプライベートルームや、多数のMSとMD、艦載機までの格納・整備・補給が可能な格納庫まで、ピースミリオンとほぼ同等の内部施設が設けられており、さらにMDを外部からコントロールするための専用ゼロシステムを管制系に組み込んだ専用制御ルームまで構えられている。メイン・ブロック底部に砲口を開く口径10メートル超の主砲「リーブラ砲」は、本艦に搭載された計4基の大型動力炉が賄う膨大なエネルギー供給によって宇宙空間から地上を狙撃し、島をひとつ消す威力がある。ただし主砲には、設計者である5人のガンダム開発者による意図的な構造欠陥のため、砲身が艦体に直結している都合上で照準を合わせるには本艦自体の向きを変えなければならない、連射ができない、一度発射したら再発射に140分以上の時間が必要、など複数の難点があり、これらに加えて発射ごとに艦全体への異常の発生も絶えない。主砲以外にも、艦体表面に速射性が重視された多数の格納式のビーム砲（副砲）が配されており、射撃時に攻撃体勢をとって本艦に接近する敵機の迎撃や対空防御に用いられる。また、これらの火器管制と本艦の基本的な操艦は艦橋から10数人でも行えるなど、攻撃力と防御力は並みの艦艇を上回る。
地球圏をほぼ統一し終えたOZ財団派が、デルマイユの意向でその力の象徴、および宇宙政策の要としてツバロフ指揮の下、5人のガンダム開発者が中心となって建造が進めていたが、建造の現地指揮官でWFの内通者でもあったセディッチの手引きでWFに奪われた。本艦を完成させて司令部兼戦力中枢とした当組織は、本艦に月面基地から接収した多数のMDを搭載し、エピオンと共に組織の指導者にゼクス/ミリアルドを迎えるなど急速に勢力を拡大した。それからゼクスの指示により、地球の無人島や世界国家軍を率いて宇宙に上がって来たトレーズのトールギスIIに向けて主砲で砲撃し、その威力を見せつけた。そしてWFが世界国家軍やGチームとの最終決戦に挑むと、ピースミリオンの特攻により主砲を破壊された。しかしゼクスは、その質量とジェネレーターの爆発により発生する6000メガトン級の破壊力で核の冬を起こそうと本艦を地球に落下させようとし、そして本艦はヒイロのウイングゼロとゼクスのエピオンの対決の場となった。その結果、5人のガンダム科学者の機転により再起動したピースミリオンによって本艦の落下を阻止することに成功。いぜん本艦から分離して落下を続ける本艦の一区画も、自身の敗北を認めたゼクスのエピオンに内部から動力炉を爆破され、ウイングゼロのツインバスターライフルの直撃によって完全に破壊される。

## その他

### ウイングガンダム打ち上げ用ブースター
世界国家軍が修復したウイングガンダムを宇宙に打ち上げるための小型宇宙船。大気圏突入シャトルと同様に、バード形態のウイングガンダムを半露天状態で搭載して運用される。EVE WARS開戦時に、昏睡状態から目を覚ましたレディ・アンが、本機を駆ってウイングガンダムと共に宇宙へ飛び、トレーズの下に赴いた。

### コロニー間移動用スペース・シャトル
リフティングボディが特徴の小型シャトルで、露天式に貨物を搭載する。トールギスがコロニー間移動に使用したこともある。
マリーメイアの反乱時には、デュオが後述の突撃艇の下部に小型連絡艇として1機分をドッキングさせてヒイロと共に向かったX18999コロニーに接近すると、被弾した突撃艇から分離し、デュオの操縦でX18999コロニーの宇宙港に強行着陸した。

#### 輸送用スペース・シャトル
コンテナを搭載したシャトル。 

### 突撃艇
『Endless Waltz』にてデュオが所有していたトーラス・クルーザー改造の私製宇宙艇。船体上部に増槽と思われる構造物が2基とMS用ビームライフルを兵装として取り付けてあるほか、船体下部に小型連絡艇を搭載する。マリーメイアの反乱時に、ヒイロとデュオが本艇に搭乗してX18999コロニーに向かい、目的の宙域に辿り着くとサリィの援護を受けながら、トーラス（MD）部隊との攻防を繰り広げ、敵機に激突して大破した。

### ピースクラフト家の高速飛行機
ピースクラフト家が保有する自家用高速小型VTOL機。民間機としては極めて高性能である。ノベンタ夫人の手紙でヒイロの生存を知ったリリーナが本機に乗り込み、チック・パーガンの操縦でバークレー基地に向かった。OZ特務部隊との遭遇もあったものの、トロワの掩護を受けて本機は、ヒイロとゼクスの決闘の場に到達した。

### プリベンターのシャトル
『Endless Waltz』にて地球圏統一国家情報部プリベンターが運用するシャトル。コンテナ輸送船に偽装しているが、16基のコンテナの内1基は19連ミサイル・ランチャーであり、ビーム砲2門も備えるため、戦闘も可能。